# Planet Pop
Planet Pop är ett musikalbum av den tyska popgruppen ATC. Det gavs ut den 6 februari 2001.

## Låtar
1. Introducing ATC
2. Around the World (La La La La La)
3. My Heart Beats Like a Drum
4. Thinking of You
5. Until
6. Mistake no. 2
7. Why Oh Why
8. Without Your Love
9. So Magical
10. Notte D'amore Con Te
11. Mind Machine
12. Let Me Come & Let Me Go
13. Lonely
14. Lonesome Suite
15. Love Is Blind
16. With You
17. Heartbeat Outro
18. My Heart Beats Like a Drum (bonus)
19. Planet Pop Multimedia Track (bonus)